# Миклош Сабо
Миклош Сабо (мађ. Miklós Szabó; Будимпешта, 6. децембар 1908 — Будимпешта, 3. децембар 2000) био је мађарски атлетичар, специјалиста за трчање на 800 и 1.500 метара, који је држао два светска рекорда на две дистанце.
На Европском првенству 1934. у Торину освојио је златну медаљу и оборио национални рекорд у трци на 800 метара победивши Италијана Марија Ланција (обојица су имали исто време 1:52,0). На на 1.500 метара освојио је сребрну медаљу у борби са за још једним Италијаном Луиђијем Бекалијем..
Учествовао је на Летњим олимпијским играма 1936., где је заузео 7 место у финалу трке на 1.500 метара, а испао у полуфиналу на 800 метара.
Сабо је 4. октобра 1936. у Будимпешти побољшао светски рекорд Жила Ладумега на 2.000 м на 5:20,4, а 4. септембра 1937 такође у Будимпешти побољшао светски рекорд на 2 миље резултатом 8:56,0.,